# Dirk Schmelting
Dirk Schmelting (* 14. November 1966 in Kassel) ist ein ehemaliger deutscher Fußballspieler.

## Karriere
Dirk Schmelting spielte als Jugendlicher in seiner Heimatstadt für Hermannia Kassel. Später schloss er sich dem großen Nachbarn KSV Hessen Kassel an, bei dem er zunächst zum Kader der Reserve gehörte. Aus dieser rückte er zur Saison 1988/89 in die erste Mannschaft auf, die in der vorherigen Spielzeit der Oberliga Hessen den sofortigen Wiederaufstieg in die 2. Bundesliga verfehlt hatte. Nun gelang der Gewinn der Meisterschaft, was die Qualifikation zur Aufstiegsrunde bedeutete. In dieser setzten sich die Kasseler gemeinsam mit der SpVgg Unterhaching durch. Schmelting steuerte zwei Tore dazu bei.
Anschließend gehörte er in der Zweitligasaison 1989/90 zum Aufgebot des KSV Hessen und gab am 29. Juli 1989 sein Profidebüt, als er am ersten Spieltag im heimischen Auestadion in der Startelf für die Partie gegen Blau-Weiß 90 Berlin stand. Er wurde in der 76. Minute gegen Paul Koutsoliakos ausgewechselt und blieb ohne Tor; das Spiel endete 1:1. Danach geriet er mit seiner Mannschaft, bei der Aufstiegstrainer Franz Brungs schon frühzeitig durch Lorenz-Günther Köstner abgelöst wurde, in den Abstiegskampf; in der Rückrunde standen die Kasseler über mehrere Wochen auf dem letzten Tabellenplatz. Zum Saisonende hin gelang eine deutliche Steigerung, doch letztlich belegte der KSV Hessen punktgleich mit den punktgleichen VfL Osnabrück und SV Darmstadt 98 aufgrund der deutlich schlechteren Tordifferenz den ersten Abstiegsplatz. Es war bis heute die letzte Saison des Vereins in der 2. Bundesliga, auch die acht Saisontore von Dirk Schmelting hatten nicht zum Klassenerhalt genügt. Er war damit zweitbester Torschütze nach dem neunmal erfolgreichen Dieter Hecking.
Schmelting blieb dem KSV Hessen nach dem Abstieg treu und feierte in der Saison 1990/91 mit diesem erneut die Oberliga-Meisterschaft. In der Aufstiegsrunde wurde diesmal jedoch nur ein Platz unter den vier Meistern der süddeutschen Oberligen ausgespielt, da die Mannschaften aus der Oberliga Nordost integriert werden mussten. Mit zwei Punkten Rückstand auf den TSV 1860 München verfehlte Kassel den Wiederaufstieg. In der anschließenden Saison 1991/92 reichte es nur noch zum dritten Tabellenplatz.
1992 wechselte Schmelting in die Oberliga Westfalen zum SC Preußen Münster, der gerade in der Aufstiegsrunde zur 2. Bundesliga gescheitert war. Am Ende der Saison 1992/93 stand der erneute Gewinn der Oberliga-Meisterschaft, aber wiederum war Münster in der Aufstiegsrunde nicht erfolgreich. 1993/94 wurde als Zweiter der Meistertitel deutlich verfehlt, doch gelang damit die Qualifikation für die neu eingerichtete drittklassige Regionalliga West/Südwest. Hier gehörte Schmelting bis 1996 zum SCP-Kader, ehe er seine Profilaufbahn beendete.